# Dunhill Records
Dunhill Records — американський лейбл звукозапису, заснований 1964 року.
Засновником лейблу Dunhill Records став музичний продюсер Лу Адлер. Наприкінці 1950-х років він працював менеджером в компаніях Keen Records та Dore Records, а в 1960-ті роки успішно продюсував записи Джонні Ріверса. 1964 Адлер заснував компанію Dunhill Productions, де разом з низкою авторів писав пісні для інших виконавців, а через рік перетворив організацію на лейбл звукозапису Dunhill Records.
Першим хітом, що вийшов на Dunhill Records і очолив національний хіт-парад, стала пісня «Eve of Destruction», яку написав Пі Еф Слоан, а виконав Баррі Макгуайр. Серед інших авторів, які видавали на лейблі хітові композиції, були гурти Three Dog Night, The Grass Roots, актор та співак Річард Гарріс. Але провідним колективом лейблу став вокальний ансамбль The Mamas and the Papas, що в середині 1960-х років випустив популярні композиції «California Dreamin'» та «Monday, Monday».
1966 року Лу Адлер продав Dunhill компанії ABC Records та заснував новий лейбл звукозапису Ode Records.